# Polites themistocles
Polites themistocles là một loài bướm ở Bắc Mỹ thuộc họ Bướm nhảy. Loài bướm này sinh sống ở một loạt các môi trường sống bao gồm cả núi đầm lầy, rừng tràng, môi trường sống cỏ, ẩm đồng cỏ, thảo nguyên, và hai bên dòng suối. Loài này khác nhau về mặt địa lý và trong các quần thể.. Chúng bay từ tháng sáu đến đầu tháng 8 ở phía bắc và phía tây, tháng 5 đến tháng 8 ở phía đông, và tháng Năm đầu tháng 11 về sâu phía Nam.